# Артёмов, Данила Андреевич
Данила Андреевич Артёмов (рум. Dănilă Artiomov, род. 16 октября 1994, Тирасполь) — молдавский пловец. Участник летних Олимпийских игр 2012 года.

## Биография
Данила Артёмов родился 16 октября 1994 года в приднестровском городе Тирасполь.
В 2012 году завоевал золотую медаль юниорского чемпионата Европы по плаванию в Антверпене, победив на дистанции 100 метров брассом с рекордом Молдавии — 1 минута 1,60 секунды.
В том же году выполнил олимпийский норматив, показав на чемпионате Украины в Днепропетровске результат 1.02,30.
В 2012 году вошёл в состав сборной Молдавии на летних Олимпийских играх в Лондоне. На дистанции 100 метров брассом занял 40-е место, показав результат 1.03,57 и уступив 3 секунды худшему из попавших в полуфинал Фелипе Лиме из Бразилии.
В 2019 году окончил Приднестровский государственный университет имени Т. Г. Шевченко.
Работает в Москве тренером коммерческой школы плавания.